# Gösta Frändfors
Gösta Valdemar Jönsson-Frändfors  (25. listopadu 1915, Stockholm - 8. srpna 1973, Huddinge) byl švédský zápasník. V roce 1936 na olympijských hrách v Berlíně vybojoval bronzovou medaili ve volném stylu v bantamové váze a v roce 1948 na hrách v Londýně stříbrnou medaili v lehké váze. V roce 1947 vybojoval zlatou medaili na mistrovství Evropy v řecko-římském zápase a v roce 1937 a 1946 stříbrnou medaili ve volném stylu.